# 대한민국 민법 제1011조
대한민국 민법 제1011조는 공동상속분의 양수에 대한 민법 상속법의 조문이다.

## 조문
제1011조(공동상속분의 양수) ① 공동상속인 중에 그 상속분을 제삼자에게 양도한 자가 있는 때에는 다른 공동상속인은 그 가액과 양도비용을 상환하고 그 상속분을 양수할 수 있다.

②전항의 권리는 그 사유를 안 날로부터 3월, 그 사유있은 날로부터 1년내에 행사하여야 한다.

## 같이 보기
- 양수
- 대한민국 민법 제999조